# Чатаев, Ахмед Раджапович
Ахма́д Раджапович Чатаев (чечен. ЧатаевгІеран Раджаби воІ Ахьмад; род. 14 июля 1980, Ведено, ЧИАССР, — 22 ноября 2017, Тбилиси, Грузия) — один из старших военных командиров и лидеров Исламского государства. Командовал подразделением террористической группировки «Исламское государство» — «Ярмук». Получил известность под именем Ахмад Шишани (араб. احمد الشيشاني, Ахмад Чеченский). Во время второй чеченской войны Чатаев воевал в составе Веденского сектора ВС ЧРИ. В 2000-х годах эмигрировал заграницу, где получил статус беженца. В 2015 году внесён в списки иностранных террористов ООН.

## Биография

### Происхождение
Ахмед Раджапович Чатаев родился 14 июля 1980 года в селе Ведено Веденского района Чеченской Республики, тогда ещё Чечено-Ингушской АССР. Чеченец.

### Вторая чеченская война
Чатаев участвовал во Второй чеченской войне и потерял в боях правую руку и левую ногу, после чего получил прозвище «Однорукий Ахмад». Во время второй войны Чатаев воевал в составе Веденского джамаата Ичкерии. По одной из версий Чатаев прошёл военную подготовку в одном из двух лагерей, организованных сепаратистами в Чеченской Республики в 1996—1999 гг.. В 2000-х годах, после тяжелого ранения, Ахмад покинул Чеченскую Республику и эмигрировал в Европу.

## Эмиграция в Европу
В 2001 году Чатаев уехал из Чечни в Австрию, где ему предоставили статус беженца в 2003 году. В 2008 году он и ещё несколько других чеченцев были задержаны в шведском городе Треллеборг. Полиция нашла в его машине оружие, и он провёл более года в местной тюрьме. 3 января 2010 года он был задержан на Украине. По словам министра внутренних дел Юрия Луценко, в его мобильном телефоне были инструкции по взрывчатке, а также фотографии погибших в результате взрывов. Ему грозила экстрадиция в Россию, но 14 января после решительных протестов со стороны Amnesty International, которая заявила, что ему могут грозить пытки в случае его возвращения в Россию, Европейский суд по правам человека призвал украинские власти не экстрадировать его.
Поскольку Европейский суд по правам человека запретил его депортацию в Россию, украинцы отправили его в Грузию, где его обвинили в одном преступлении, совершённом в 2000-х годах. Какое-то время он, вероятно, находился в грузинской тюрьме, но затем был освобождён, женился и остался в грузинском Панкисии, где проживают этнические чеченцы кистинцы. 19 мая 2011 года Чатаев был задержан на болгарско-турецкой границе. Болгарский суд сначала постановил экстрадировать его в Россию, но апелляционный суд отменил это решение.
В августе 2012 года Чатаев вновь появился в Грузии, где он был ранен, потерял ногу и был арестован во время инцидента в Лопоте, когда произошла стычка между грузинскими военными и группой чеченских сепаратистов недалеко от границы с Россией. Вскоре он был освобождён из тюрьмы под залог. В январе 2013 года прокуратура Грузии прекратила дело против него за отсутствием доказательств. Вскоре он покинул Грузию и переехал в Австрию для реабилитации.

## Сирия и санкции ООН
В конце 2013 года Чатаев отправился в Сирию, чтобы присоединиться к террористам Исламского государства Ирака и Леванта (ИГИЛ) и стал одним из лидеров и старших командиров ИГИЛ и занял высокий пост в министерстве войны ИГИЛ. Он командовал подразделениями террористической организации «Исламское государство» «Ярмук» и «Бадр».
В октябре 2015 года Чатаев был признан Советом Безопасности ООН и Министерством финансов США иностранным террористом и, следовательно, попал под санкции. По данным ООН, в сентябре 2007 года Чатаев организовал доставку в Чеченскую Республику 12 000 долларов США, военную форму, персонального компьютера и аудиоаппаратуру для сепаратистов Имарата Кавказ, действующих на Северном Кавказе. Кроме того утверждается, что он призывал присоединиться к террористической организации ИГИЛ с целью создания «Халифата».

## Гибель
В ноябре 2017 года Служба государственной безопасности Грузии заявила, что Чатаев, вероятно, убит в ходе 20-часовой контртеррористической операции в Тбилиси 22 ноября, в результате которой погибли один военнослужащий грузинского спецназа и три члена вооружённой террористической группы, в том числе Чатаев. Четыре сотрудника полиции были ранены, а один член группы был арестован. Позже силовики подтвердили, что убитым является Ахмед Чатаев, утверждается, что когда спецназ предпринял попытку штурма квартиры многоэтажного дома, Чатаев и его сообщники оказали вооружённое сопротивление и стали отстреливаться. Сообщается, что Чатаев подорвал себя. Его тело опознали с помощью анализа ДНК и по отпечаткам пальцев.